# 愛美とはるかの2年A組青春アクティ部!
『愛美とはるかの2年A組青春アクティ部！』（あいみとはるかのにねんえいぐみせいしゅんアクティぶ）は、2016年4月5日からニコニコチャンネルと連携した形でニコニコ生放送にて配信されているインターネットラジオ番組。パーソナリティーは声優の愛美と山崎はるか。

## 概要
2016年4月5日よりニコニコチャンネル「セカンドショットちゃんねる」で配信開始された、愛美と山崎はるかがパーソナリティを務める映像付きのラジオ番組。当初は番組は収録されたものを編集し、ライブストリーミング形式で配信していた。
コンセプトは「この番組は、愛美・山崎はるかの2人が、学校生活において、一番自由で、一番楽しく、一番青春している、高校２年生のノリでお届けする、放課後のおしゃべり番組です！」となっており、ニコニコの「セカンドショットちゃんねる」で配信される。
番組タイトルは第1回収録の前日（2016年4月4日）、パーソナリティの愛美と山崎はるかに加え、番組プロデューサーの小泉義徳と構成作家の坂本耕一の4人で決めた。その模様は第1回のライブ配信、及び、雑誌『B.L.T.VOICE GIRLS 特別版 セカンドショット』に収録された。
番組タイトルの『アクティ部』は、パーソナリティの2人が「アクティブ」である事や、部活感を出したいという事から命名され、『2年』は、高校生活の中で2年生が一番青春していて一番時間があり、一番楽しい学年だろうという事で決まった。
続く『A組』は、パーソナリティの2人の血液型が「A型」である事と、アクティブの英語「Active」の頭文字が「A」である事にかけて決まり、最後に『青春』を小泉義徳のアイディアで追加してタイトルが決定した。
2024年後半期間を除いて、配信中の服装はブレザーとなっている。これは「放課後」「部活」「高校2年生」というコンセプトに合わせ、パーソナリティの2人がブレザーを着たいという事で決まったもの。
本編配信終了後、配信開始から2022年9月13日までの録画形式のストリーミング配信分に限り、ニコニコチャンネル「セカンドショットちゃんねる」有料会員限定で、アフタートーク動画、及び、前回配信分でこぼれてしまったカット分も含めたフルサイズ動画が全てが公開されている。また、YouTubeの「セカンドショットちゃんねる」にも、第230回から2022年9月13日配信分までが無料視聴可能なアーカイブ映像が公開されているが、低画質映像となっており、かつ、フルサイズ版ではないカット版となっている。
2022年8月6日、セカンドショットの番組対抗フェスとして定例開催されているSECONDSHOT FES（Girls Members- 2022＜SUMMER＞）において、これまで優勝経験がなかったアクティ部が優勝を果たした。
2022年8月23日、第324回配信にて、出演者負担を軽減した上でどのような形で番組継続を計っていくかの調整した結果、2022年9月6日から配信形態を変更し、隔週30分x2の2本撮りの録画を2週に分けて配信する形式から、毎月1回60分の生配信形式に変更される旨アナウンスされた。生配信は2022年9月6日から配信開始となるが、収録分のストックがあるため、2022年9月13日までに限り、生配信と録画分の両方が配信される事となった。
なお、生配信は前半が無料配信、後半が有料会員限定の配信となっている。生配信となった当初は録画形式のアーカイブ配信の予定は無く、アフタートーク動画の公開予定も無くなり、ニコニコ生放送のタイムシフト機能のみでの期間限定本編配信公開だっため、第1回目の生配信となった第326回の録画形式のアーカイブやアフタートーク動画は公開されていないが、第329回以降は従来通りアーカイブ及びアフタートーク動画が公開される事となり、セカンドショットちゃんねる会員限定で閲覧可能となっている。また、録画分の同時ストリーミング配信を行っていたYouTubeチャンネルでは月1回生配信は同時配信されなくなったが、第329回以降はニコニコ生放送での配信終了から1週間後に無料パートの一部切り抜き動画が公開されているものの、録画分と同様に低画質となっている。

### 配信時間
配信開始 - 2022年9月13日まで（#1 - #325回、#327 - #328回 ※特別回を除く）
毎週火曜日 22:30 - 23:00
2022年9月6日から（#326回、#329回 - ）
原則月1回 火曜日の20:00-21:00を基本とするが、番組都合で日程変更有り（前半は無料配信であり、後半はニコニコチャンネル有料会員限定配信）

### パーソナリティー
- 愛美
- 山崎はるか

### 特記事項
第64回
山崎はるかが誕生日（2017年6月27日）のため、配信時間を30分早め生配信
2019年12月25日
愛美お誕生日記念生配信
第302回 - 第309回
愛美が2022年3月1日から同年4月30日まで病気療養による活動制限に入ったため、休演
2022年6月24日
山崎はるか誕生日記念生配信
2024年6月22日
ニコニコサービスへのサイバー攻撃の影響によりニコニコ生放送での配信が出来ない事から、ニコニコサービス復旧までの間、緊急避難先としてOPENREC.tv「セカショGAME部チャンネル」にて配信する事がアナウンスされた。これにより、第348回-第350回はOPENREC.tvでの配信となった。また、後半パートについては、OPENRECサブスク限定で配信された。
2024年8月22日
ニコニコサービス停止中に、緊急避難として、OPENREC「セカショGAME部チャンネル」に公開した会員限定コンテンツは、一定期間（9月末まで予定）公開を継続した上で、順次、ニコニコチャンネルで公開する事がアナウンスされた。また、生配信・生放送番組は、ニコニコチャンネル生放送の機能が復旧する8月22日以降、ニコニコチャンネルで配信することがアナウンスされた。

### ゲスト
- 第28回 - Machico[17] ※愛美体調不良代役
- 第48回 - Machico[18]
- 第64回 - 末柄里恵 ※山崎はるか誕生日会ゲスト
- 第88回 - たかはし智秋[19]
- 第127回 - 髙橋ミナミ[20] ※出演時は旧芸名高橋未奈美にて出演
- 第141回 - 夏川椎菜 [21]
- 第204回 - Machico[22]
- 第215回 - 渡部優衣[23] ※山崎はるか誕生日会ゲスト
- 第232回 - 青木志貴[24] ※愛美体調不良代役
- 第241回 - 田所あずさ[25] ※愛美誕生日会ゲスト
- 第284回 - 髙橋ミナミ[26] ※愛美体調不良代役
- 第319回 - Machico[27] ※特別ゲスト
- 第335回 - 千春、栗栖なつみ[28] ※エイプリルフール企画

愛美活動制限中の代役
- 第302回 - 第303回 麻倉もも[29]
- 第304回 - 第305回 渡部優衣[30]
- 第306回 - 第307回 原由実[31]
- 第308回 - 第309回 千春[32]

山崎はるか産休中の代役
- 第352回 - Machico[33]

## コーナー
プリント配布
「プリント」（いわゆる「普通のおたより」）を紹介するコーナー。※メール募集あり

青春調査部
「気になっている事」や「周りで流行っているモノ」「オモシロスポット」などを紹介するコーナー。

寄り道アクティ部
「放課後にやっている事・やっていた事」などを紹介するコーナー。

アクティ部シアター
冒頭の設定だけ決まっている小芝居に2人で挑戦し「アドリブ力」で演技するコーナー。

ありがとう！MVPのおもちゃたち
セカンドショットフェス2020のMVPの賞金で愛美が買ったおもちゃに感謝の気持ちをこめて、最後のひとつまで遊びまくるコーナー。

みんなの調査部
様々な仮説はあっても、はっきりと答えが分からない世の中の事にみんなで意見を出し合って、“青春調査部の公式見解”を決めちゃおうというコーナー。※メール募集あり

アフトーーーク
本編とは別番組としてニコニコセカンドショットチャンネルに公開されるセカンドショット会員限定の別配信。ある話題についてトークをしたりカラオケ配信などを行う。※メール読み上げあり

## イベント
| 出演日               | タイトル | 会場                                            | ゲスト             |
| -------------------- | --- | ----------------------------------------------- | ------------------ |
| 2016年7月27日        | 青春アクティ部プレゼンツ「山崎はるか25バースディ記念イベント」                                                               | AKIHABARAゲーマーズ本店イベントホール（東京都） | -                  |
| 2017年1月21日        | 青春アクティ部プレゼンツ 愛美とはるかのお祭りパーティわっしょいしょい〜やってられるかっ！〜 2017                             | 科学技術館サイエンスホール（東京都）            | -                  |
| 2018年7月1日         | 愛美とはるかの2年A組青春アクティ部プレゼンツ 山崎はるか誕生祭 タイトルコールが言えなくて……夏 to be continued（かうんてっど） | 科学技術館サイエンスホール（東京都）            | -                  |
| 2019年7月13日        | 「愛美とはるかの2年A組青春アクティ部！」番組イベント2019                                                                     | ニッショーホール（東京都）                      | 高橋ミナミ Machico |
| 2020年10月17日       | 愛美とはるかの2年A組青春アクティ部!プレゼンツ 「まち吉あいみーな」”Halloween Party Party Party Party”                        | メルパルクホール東京（東京都）                  | 高橋ミナミ Machico |
| 2024年7月7日         | 愛美とはるかの2年A組青春アクティ部!プレゼンツ 〜まち吉あいみーな 2024〜                                                      | 科学技術館サイエンスホール（東京都）            | 高橋ミナミ Machico |
| 2025年8月9日（予定） | 愛美とはるかの2年A組青春アクティ部!番組イベント2025                                                                          | 星陵会館（東京都）                              | -                  |